# Ducat de Dentelin
Ducat de Dentelin, fou un antic territori de França, situat en part a la regió de Normandia actual.
S'estenia, segonse es creu, al llarg de les costes de la Mànega entre el Sena i el Somme, tenint l'Oise al sud-est, i del qual eren part les ciutats de Boulogne-sur-Mer, Thérouanne, Tournai, Arras, i Cambrai. Aquest ducat, esmentat a la crònica de Fredegari, va formar sota els merovingis, als segles VI i VII, un gran feu que va pertànyer en principi als reis de Nèustria; però l'any 600, Clotari II es va veure obligat a cedir-lo a Teodobert II, rei d'Austràsia. Els successors d'aquest últim el van conservar fins al regnat de Dagobert I que, encara en vida, el va donar (634) en el repartiment dels seus dominis, al seu jove fill Clodoveu II, més tard rei de Nèustria. Des d'aquesta època, el ducat de Dentelin va quedar unit a la Neustrie, i va deixar de figurar a la història.

## Font
- (francès) Diccionari Bouillet
- (francès) Charles Meriaux, "Thérouanne et son diocèse jusqu’à la fin de l'époque carolingienne". Bibliothèque de l'école des Chartes, volum 158, número 2, a «Persée : Portail de revues en sciences humaines et sociales».
- (francès) Pierre Riché, Dictionnaire des Francs: Les Carolingiens, sv "Dentelin (Duché de)". Bartillat, 1997. ISBN 2-84-100125-3